# Anthophora superans
Anthophora superans är en biart som beskrevs av Walker 1871. Anthophora superans ingår i släktet pälsbin, och familjen långtungebin. Inga underarter finns listade i Catalogue of Life.